# Daniel Angulo
Daniel Patricia Angulo Arroyo (Esmeraldas, 16 de novembro de 1986) é um futebolista profissional equatoriano que atua como atacante. Atualmente está no El Nacional.

## Carreira
Foi convocado pela primeira vez para a Seleção em 2014. Angulo foi convocado para a Copa América de 2015, em cima da hora no lugar de Jaime Ayoví.

## Títulos
- Copa Sul Americana